# Cannonball Adderley
Julian Edwin "Cannonball" Adderley (Tampa, Florida, 15 de setembre, 1928 - Gary, Indiana, 8 d'agost, 1975), va ser un saxofonista de jazz estatunidenc de l'era del hard-bop les dècades del 1950 i del 1960. El sobrenom de Cannonball és una corrupció de la paraula anglesa "cannibal", fent referència a la seva manera de menjar.
Cannonball es va traslladar a Nova York l'any 1955, i va formar el seu propi grup amb el seu germà Nat després de cantar per la discogràfica de jazz Savoy aquell any. Dos anys més tard, Miles Davis es va fixar en ell i va demanar-li que s'unís al seu sextet, en el qual va ingressar en substitució de Sonny Rollins; tres mesos més tard John Coltrane tornaria al grup. En aquesta etapa va participar en àlbums tan importants com ara Kind of Blue o Milestones, i va coincidir amb el pianista Bill Evans en el sextet, amb qui va col·laborar en els àlbums Portrait of Cannonbal i Know What I Mean?.
El Cannonball Adderley Quintet comptava amb Cannonball en el saxòfon alt i el seu germà Nat en la corneta de vàlvules. Aquest primer quintet no va tenir gaire èxit. Malgrat això, després de deixar el grup de Miles Davis, va tornar a intentar-ho amb el seu germà i aquest cop les coses van ser diferents. Van comptar amb la participació de músics notables com ara els pianistes Bobby Timmons, Joe Zawinul i Victor Fieldman, el baixista Sam Jones, el bateria Louis Hayes i el saxofonista Yusef Lateef. El grup va tenir un èxit considerable.
El juliol de 1975, Adderley va patir una hemorràgia cerebral i va morir quatre setmanes més tard a l'edat de 46 anys.

## Discografia
Com a líder:
- Somethin' Else (1958)
- Quintet in San Francisco (1959)
- At the Lghthouse (1960)
- Know What I Mean? (1961)
- Nippon Soul (1963)
- Mercy, Mercy Mercy (1966)
- The Country Preacher (1969)

Amb Miles Davis:
- Milestones (1958)
- Porgy and Bess (1958)
- Kind of Blue (1959)